# Alberó II de Chiny-Namur
Alberó II de Chiny-Namur   (1092 - Orte, 27 de març de 1145) fou ardiaca de Metz de 1125 a 1136 i príncep-bisbe del principat de Lieja de 1136 fins a la seva mort.
Era el fill d'Otó II de Chiny i d'Adélaïde de Namur. Té lligams familiars importants amb els feus veïns en estar el cunyat de Jofré I de Lovaina i el nebot del comte Jofré de Namur i del príncep-bisbe Frederic de Namur. Durant el seu regne el 1139 va elevar el priorat de Flône al rang d'abadia i el 1140 el priorat de Cornillon esdevindrà abadia premonstratenca.
El 22 de setembre de 1141, amb l'ajuda d'Enric IV de Luxemburg, dit El Cec, va reconquerir el castell de Bouillon, ocupat per de Renald II de Bar, després d'un setge de cinquanta i un dies. Per a celebrar la victòria va transferir les relíquies de Lambert de Lieja a un reliquiari nou i instaura la festa del triomf de Sant Lambert al 28 d'abril.
El prebost del capítol de Sant Lambert, Enric II de Leez va denunciar-lo al papa Eugeni III pel seu immobilisme envers la casa de Lotaríngia. El papa va convocar-lo a Roma i Alberó va morir a Orte durant aquest sojorn.